# 坂口大作
坂口 大作（さかぐち だいさく）は陸上自衛官、防衛学研究者。
防衛大学校第28期国際関係論学科卒。同総合安全保障研究科国際安全保障コース修了、ピッツバーグ大学公共・国際関係大学院修了。修士(社会学、公共・国際関係学)。元ヘンリースチムソンセンター客員研究員。専門は、安全保障理論、米国の軍事制度、防衛政策、安全保障と倫理。
2011年4月19日付で防衛研究所所員から防衛大学校教授に異動。自衛隊におけるいわゆる「軍人学者(warrior scholar)」の代表的な一人である。2012年4月1日付で自衛官（1等陸佐）から防衛教官に転官している。

## 論文等
- 「在日米軍再編と日米相互依存関係への影響」『防衛研究所紀要』第11巻第1号（2008年11月）
- 「国家の政策と個人的価値観の相克　―ワタダ中尉とアイヒマンの比較―」　『防衛学研究』第37号（2007年）
- 「米国民主党の再挑戦　－新たなる外交・安全保障政策に向けて－（共同）」　『防衛研究所紀要』第10巻第1号（2007年）
- 「米国社会と陸軍兵力　伝統的な軍隊観とUMT論争」『国際安全保障』第29巻第3号（2002年）
- "Specialization in the Alliance - Military and Non -military Contributions in the U.S.-Japan Alliance" (Henry Stimson Center, September 2004.)

## 記事等
- 「イラク戦争と二人の米国軍人　―政軍関係から軍軍関係へ―」『防衛研究所ニュース』ブリーフィング・メモ（2007年11月）
- 「イラク戦争と情報操作」『防衛研究所ニュース』ブリーフィング・メモ（2006年12月）
- 「2006QDR:米国の国防計画の青写真（共同）」『防衛研究所ニュース』ブリーフィング・メモ（2006年2月）
- 「最近の海兵隊事情」『陸戦研究』（1998年10月）

## 発表
- "The Operational, Training and Administrative Experiences of the JSDF with reference to MOOTW"第12回ARF国防学校長等会議(パキスタン、2008年10月)
- "Information Sharing Through Asia Pacific Area Network" 日米韓3極ワークショップ（米国：2007年2月）
- "The Role of the Armed Forces in Disaster Relief Operations" 第9回ARF国防学校長等会議(ベトナム、2005年10月)
- "Going Nuclear Weapons Policy and the Role of Missile Defense" ペンシルベニア日米協会（米国、2005年5月）
- "Possible Unified Korea Alliance Scenarios and Unification Effects on Regional Security" 米国国防省ネットアセスメント会議（米国、2001年10月）

## 参考資料
坂口大作 - 防衛省防衛研究所